# Serendipita
Serendipita (též serendipity) označuje „šťastnou náhodu“ či „příjemné překvapení“. Výraz vytvořil Horace Walpole roku 1754. V dopisu příteli vysvětloval neočekávaný objev, který učinil a odkazoval se na perskou pohádku Tři princové ze Serendipu. Princové v ní dílem náhody i své prozíravosti objevovali věci, po kterých nepátrali.
Pojem serendipita se obvykle vyskytuje v dějinách vědeckých inovací jako například náhodný objev penicilinu Alexandera Fleminga v roce 1928, vynález mikrovlnné trouby Percyho Spencera roku 1945 a vynález lístečků post-it Spencera Silvera v roce 1968.
Toto slovo zvolila Britská překladatelská společnost jedním z deseti nejobtížněji přeložitelných anglických výrazů. Vzhledem k jeho používání v sociologii bylo toto slovo přejato do mnoha dalších jazyků.

## Etymologie
První zaznamenané užití pojmu serendipita (ve významu příjemné překvapení) v angličtině učinil Horace Walpole (1717–1797). V dopise datovaném 28. ledna 1754 baronu Horaci Mannovi píše, že ho vytvořil z perské pohádky Tři princové ze Serendipu, jejíž hrdinové vždy náhodou a důvtipem objevovali věci, které nehledali. Název pochází ze jména Serendip, starého jména Srí Lanky. Jeden z ostrovů Angličané nazývali Cherandeep, Peršané a arabové Sarandib.

## Struktura
Serendipita není pouze záležitostí náhody či nemůže být použita jako synonymum pro „šťastnou nehodu“ (Ferguson, 1999; Khan, 1999), „nalezení věci bez toho, abychom ji hledali“ (Austin, 2003) nebo „příjemné překvapení“ (Tolson, 2004).
Inovace uváděné jako příklady serendipity mají důležitou vlastnost. Učinili je jedinci, kteří jsou schopni vidět mosty tam, kde ostatní vidí díry a spojovat věci kreativně na základě postřehnutí významných vazeb.
Náhodný objev je událost, ale serendipita je schopnost. Laureát Nobelovy ceny Paul Flory tvrdí, že významné vynálezy nejsou pouhé náhody.

## Byznys a strategie
Ikujiro Nanoka poukázal na to, že manažeři dokáží rozpoznávat kvalitu serendipitních inovací a spojuje úspěch japonských podniků s jejich schopností vytvářet znalosti ne pomocí zpracování informací, nýbrž nasloucháním nevysloveným a často vysoce subjektivním myšlenkám, intuici a tušení jednotlivých zaměstnanců a možnost tyto vhledy testovat. Jejich výsledky tak firma může využívat.
Napier a Vuong (2003) serendipitu postulují jako strategickou výhodu, se kterou se firma může čerpat potenciální tvořivost.

## Související pojmy
William Boyd vytvořil pojem Zemblanity, který je opakem serendipity a znamená „dělání nešťastných a očekávaných objevů“ či „nepříjemné nepřekvapení“. Odvozuje se od Nové země (Novaja Zemlja či Nova Zembla), studené a neúrodné země s mnoha rysy, které jsou v protikladu k bohaté Srí Lance. Na tomto ostrově Willem Barents ztroskotal se svou posádkou, zatímco hledal novou cestu na východ.
Bahramdipity je odvozena od jména perského velkokrále Bahráma V., který je popsán v pohádce Tři princové ze Serendipu. Popisuje utajení objevů a výsledků výzkumu nalezené pomocí serendipity.